# Luehdorfia chinensis
Espèce
Statut de conservation UICN

 DD  : Données insuffisantes
Luehdorfia chinensis ou Luehdorfia chinois est une espèce d'insectes lépidoptères (papillons) appartenant à la famille Papilionidae, à la sous-famille des Parnassiinae et au genre Luehdorfia.

## Dénomination
Luehdorfia chinensis a été nommé par l'entomologiste britannique John Henry Leech en 1893.

### Sous-espèces
- Luehdorfia chinensis leei ; Chou, 1994 [1].

### Noms vernaculaires
Luehdorfia chinensis se nomme Chinese Luehdorfia en anglais.

## Description
Luehdorfia est un papillon spectaculaire, de couleur blanc crème, orné de rayures foncées, qui présente aux postérieures une ligne submarginale de lunules bleues, doublée d'une rangée de taches rouges discales. Chaque aille postérieure possède une queue.

## Biologie

### Plantes hôtes
Ses plantes hôtes sont des Asarum, Asarum forbesii et Asarum sieboldii.

## Écologie et distribution
Il est présent en Chine, dans le Shaanxi et dans le Henan.